# Suttonia
Suttonia is een geslacht van straalvinnige vissen uit de familie van zaag- of zeebaarzen (Serranidae).

## Soorten
- Suttonia lineata Gosline, 1960
- Suttonia suttoni Smith, 1953